# Meulestede
Meulestede est un quartier de la ville de Gand, chef-lieu de la Flandre orientale en Belgique. Ce quartier est au Nord-Ouest du centre historique de la ville et est voisin de celui de Muide. Ensemble, ils sont au début du Port de Gand et de l'avant-port. À l'Ouest, on trouve Wondelgem.
Meulestede est surtout composé d'habitations basses occupées par une majorité de familles ouvrières. La « Chaussée de Meulestede » (en Néerlandais: Meulesteedsesteenweg) qui traverse le quartier et rejoint celui de Muide est la plus ancienne voie d'accès par le Nord vers le centre de Gand.

## Points remarquables et Curiosités
Sur le flanc Est du territoire de Meulestede se trouvent les docks flanqués de diverses industries.
- L'église Sint-Antonius Abt, dédiée à Saint-Antoine d'Égypte, sur la Redersplein.

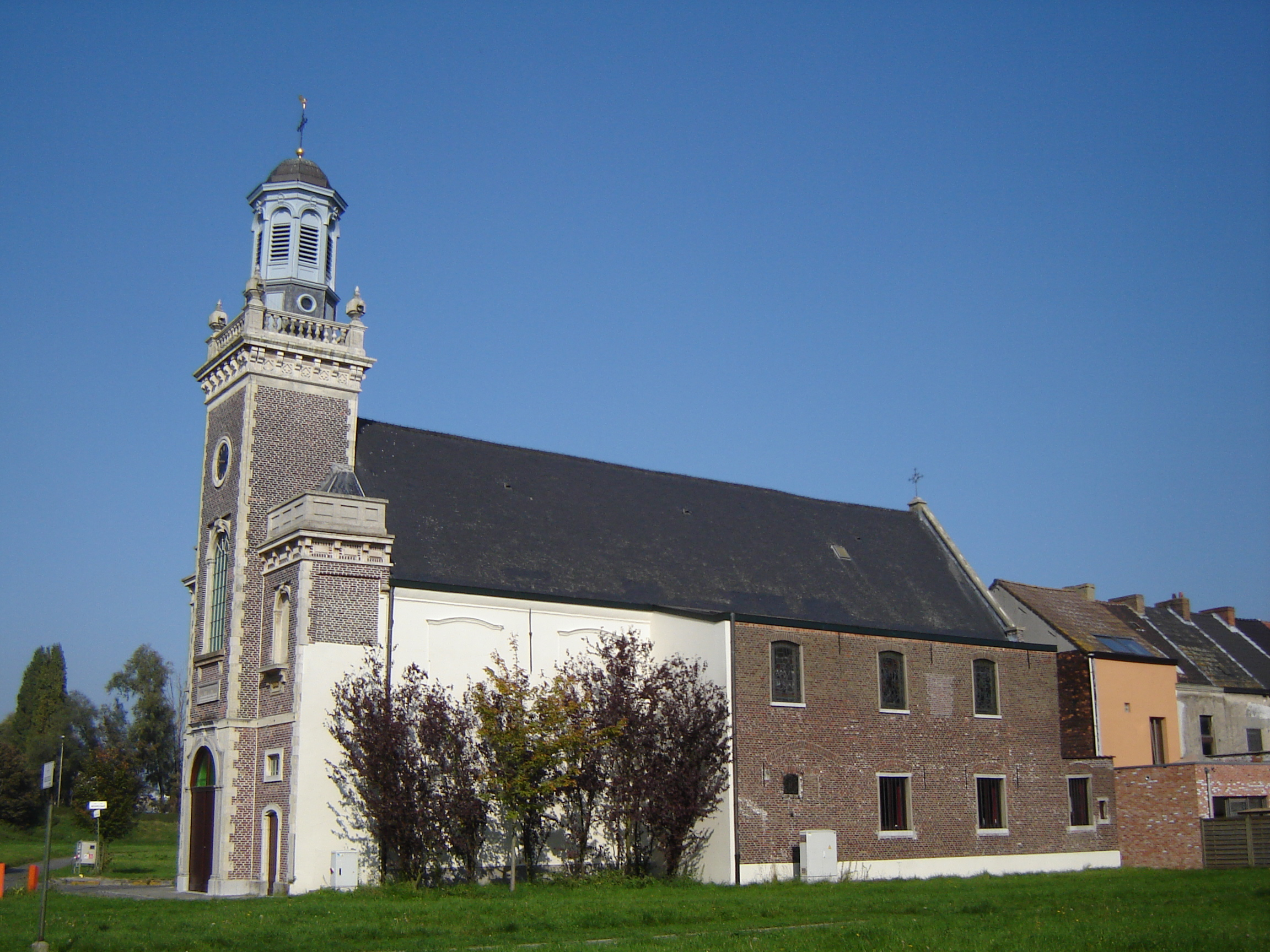
Église St-Antoine Abt
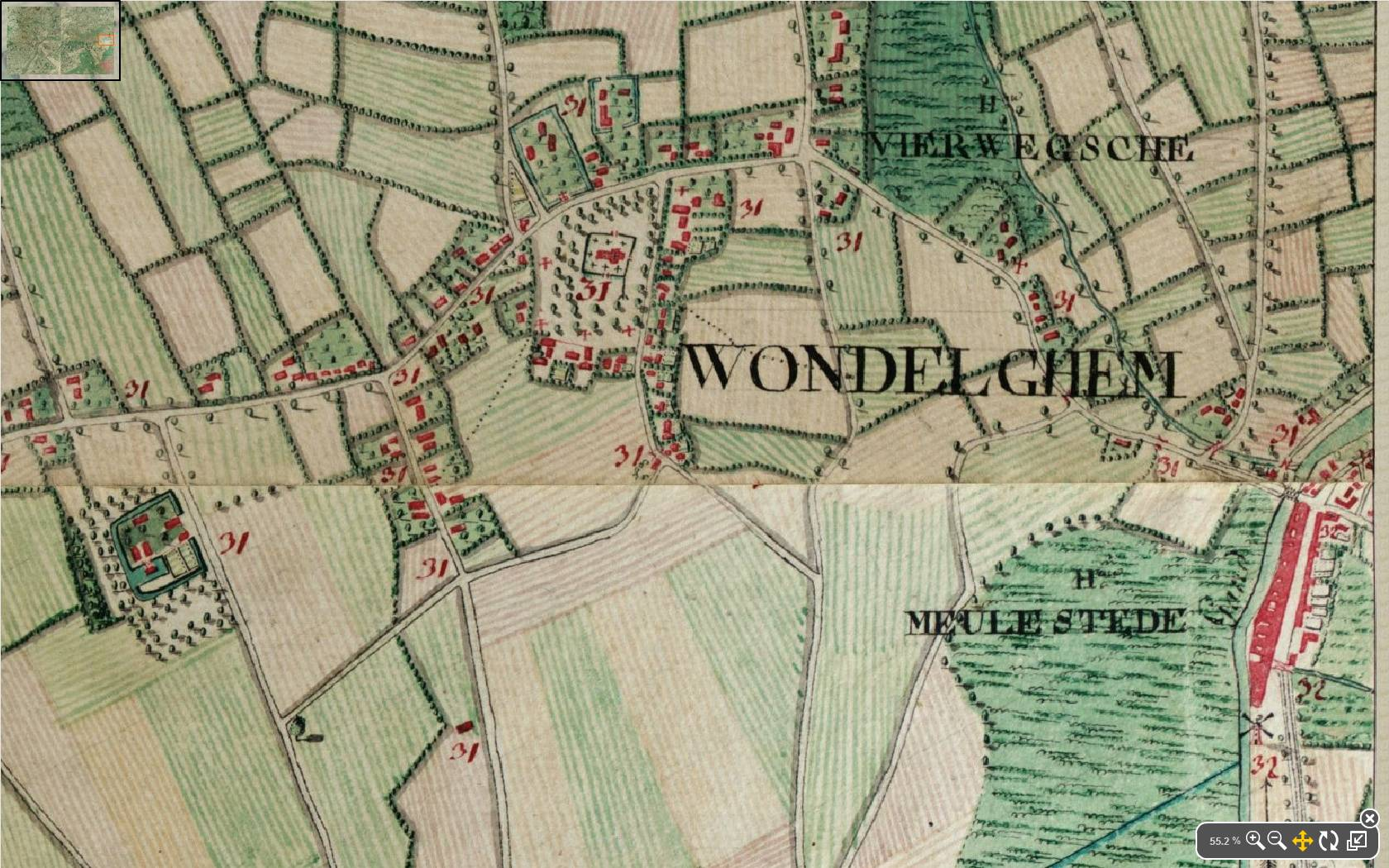
Meulestede sur la carte de Ferraris (1775)

## Sport
Le quartier de Meulestede compta deux clubs de football. Le « Football & Athletic Club Meulestede » (matricule 432)et le « Football & Athletic Club Standaard Meulestede » (matricule 3002). En 1947, le matricule 432 accéda aux séries nationales du football belge et y séjourna trois ans de suite avant d'être relégué. Au total, ce club joua durant huit saisons en nationale.
En 1990, le « FAC Meulestede » et le « FAC Standaard Meulestede » fusionnèrent pour former le KVV Standaard Meulestede sous le matricule 432. Dix ans plus tard, le club fusionna à nouveau avec  le K. RC Gent (matricule 11) pour former le K. RC Gent-Zeehaven sous le « matricule 11 ».